# ندول‌های کوپه
گرهک‌های کوپه (انگلیسی: Koeppe's nodules) گرهک‌های کوچکی هستند که در حاشیه داخلی عنبیه در بیماران مبتلا به یوئیت قدامی گرانولوماتوز دیده می‌شوند که در بیماری‌هایی همچون سارکوئیدوز و سل رخ می‌دهد.  ندول‌ها از سلول‌های اپیتلیوئید و سلول‌های ژانت که توسط لنفوسیت‌ها احاطه شده‌اند، تشکیل شده‌اند.
گرهک‌های کوپه نام خود را از چشم‌پزشک آلمانی لیونهارت کوپه می‌گیرند.